# Christopher Mellon
Christopher Karl Mellon, född 2 oktober 1957 i Topeka,  är USA:s tidigare biträdande assisterande försvarssekreterare för underrättelsetjänsten (1999-2002) (den tredje högsta underrättelsepositionen vid Pentagon ) och senare för säkerhets- och informationsoperationer. Han fungerade tidigare som personaldirektör för USA:s senats utvalda kommitté för underrättelser. 
Christopher Mellon föddes i familjen Mellon, son till Karl N. Mellon, sonson till Gulf Oil -grundare William Larimer Mellon .  
 

Mellon är en privat investerare, rådgivare och delägare av bolaget "To the Stars". I anslutning till avslöjanden om den amerikanska regeringens UFO forskning har Mellon uttalat följande: 
"Vi vet att UFO:s existerar. Detta är inte längre ett problem. Amerikanska marinen har själv offentligt sagt att UFO:s existerar, och aktiva piloter i marinen har uttalat sig i New York Times och erkänt att det faktum att UFO:s existerar. Frågan nu är: Varför är de (utomjordningarna) här, varifrån kommer de och vilken är tekniken bakom dessa farkoster vi observerar?" 
Mellon har medverkat i History channels serie Unidentified: Inside America´s UFO Investigation. Han medverkar även i den kommande dokumentären av 1091 Media: The Phenomenon.